# طاهربغده
طاهربغده روستایی از توابع بخش مرکزی در شهرستان سقز است که در استان کردستان ایران قرار دارد.

## جمعیت
این روستا در دهستان تموغه واقع شده و براساس سرشماری سال ۱۳۸۵، جمعیت آن ۲۶۹ نفر (۳۸ خانوار) بوده‌است.